# Боркі (Бартошицький повіт)
Боркі (пол. Borki, нім. Borken) — село в Польщі, у гміні Бартошиці Бартошицького повіту Вармінсько-Мазурського воєводства.
Населення — 184 особи (2011).

## Демографія
Демографічна структура станом на 31 березня 2011 року:
|          | Загалом | Допрацездатний вік | Працездатний вік | Постпрацездатний вік |
| -------- | ------- | ------------------ | ---------------- | -------------------- |
| Чоловіки | 100     | 23                 | 77               | 0                    |
| Жінки    | 84      | 24                 | 53               | 7                    |
| Разом    | 184     | 47                 | 130              | 7                    |